# Leonardo Carvalho
Leonardo Torloni Carvalho (Rio de Janeiro, 15 de maio de 1979) é um ator brasileiro.

## Biografia
É filho da atriz da TV Globo Christiane Torloni, de ascendência indígena, italiana e portuguesa, e do diretor e ator global Dennis Carvalho, descendente de toscanos. É neto por parte de mãe dos atores Monah Delacy e Geraldo Matheus Torloni, fundadores do Teatro de Arena.
Teve um irmão gêmeo idêntico, Guilherme, que morreu em um acidente de carro em 1991, o que causou muito sofrimento a toda a família.
Formou-se em teatro pela Casa de Artes Laranjeiras, no Rio de Janeiro. Mas antes, não era seu desejo tornar-se ator. Quando se formou no ensino médio, ele tinha apenas uma certeza: A única profissão que não desejava seguir era a de ator, queria ter uma profissão diferente dos familiares, apesar de se interessar por arte.
Filho e neto de atores, ele cresceu nos bastidores de televisão e nas coxias de teatros e desde cedo conviveu com a instabilidade comum à carreira e com o ônus causado pela fama. Chegou a cursar jornalismo, mas após seis períodos percebeu que aquela profissão não era o que queria para sua vida. Depois de alguma resistência, rendeu-se aos conselhos da mãe e assistiu a algumas aulas de um curso de teatro. A experiência foi suficiente para despertar em Leonardo a vontade de ser ator.
Leonardo começou seu trabalho na TV fazendo participação na minissérie global Um só coração. Ficou conhecido ao interpretar o Gatto, de Senhora do destino, e o Edmilson, de Belíssima. Em 2006, Leonardo estrelou a peça Cova Rasa e foi dirigido na novela Paixões Proibidas, pelo ex-padrasto, o diretor Ignácio Coqueiro, na Band. Viveu o personagem Drago, em Salve Jorge.

## Vida pessoal
É casado com a atriz Keruse Bongiolo. O casal se conheceu em 2000, num curso de teatro. O primeiro beijo em cena de Keruse foi com Leonardo, o que a marcou e fez se aproximarem mais. Com poucos meses, a amizade evoluiu para um namoro sério. Com três anos de namoro, em 2003, o casal foi viver junto e nunca se separaram. Pretendem casar oficialmente. O ator é pai de Lucca.

## Filmografia

### Trabalhos na televisão
| Ano  | Título                                 | Papel                        |
| ---- | -------------------------------------- | ---------------------------- |
| 2004 | Um Só Coração                          | Antônio Camargo              |
| 2004 | Senhora do Destino                     | Gatto                        |
| 2005 | Belíssima                              | Edmilson                     |
| 2006 | Paixões Proibidas                      | Manuel de Azevedo            |
| 2008 | Três Irmãs                             | Alfredo Malatesta (Alfredão) |
| 2010 | Dalva e Herivelto - Uma canção de amor | Dorival                      |
| 2011 | Insensato Coração                      | William Sampaio              |
| 2012 | Salve Jorge                            | Tenente Drago                |
| 2015 | Totalmente Demais                      | Wilson                       |

### Filmes
- 2004 - Ódiquê?.... Paulinho Tantan

## No teatro
- 2006 - Cova Rasa....